# Bonosiano
Bonosiano (in latino: Bonosianus; floruit 25 settembre 410 – 28 novembre 411) fu un politico romano.
È attestato nella carica di praefectus urbi di Roma tra il 25 settembre 410 e il 28 novembre 411.
Doveva essere una persona di fiducia dell'imperatore Onorio, in quanto fu nominato praefectus poco dopo che a Roma era terminata l'usurpazione di Prisco Attalo; alternativamente, avrebbe potuto essere in carica già durante il sacco di Roma.